# ОР22
Электровоз ОР22 (однофазный с ртутным выпрямителем, 22 — нагрузка от колёсных пар на рельсы, в тоннах) — самый первый в СССР электровоз переменного тока. Принципиальная схема электровоза (трансформатор—выпрямитель—тяговый электродвигатель, то есть с регулированием напряжения на низкой стороне) оказалась настолько удачной, что её стали использовать при проектировании подавляющего большинства советских электровозов переменного тока.
Электровоз имел бесконтактное регулирование напряжения при помощи регулирования момента зажигания пятианодного игнитрона с нулевым анодом типа РВ-20. Время его появления (конец 1938 года) предопределило его судьбу — с началом Великой Отечественной войны экспериментальная машина была разобрана, её выпрямитель использован на тяговой подстанции постоянного тока. Спустя длительное время после окончания ВОВ, в 1954 году, в СССР началась постройка электровозов переменного тока НО (ВЛ61) со ступенчатым контакторным регулированием.
Вспомогательные асинхронные двигатели питались трёхфазным током, получаемым с помощью механического фазорасщепителя РФ70/1508 мощностью 60 кВт — а именно, двигатели двух воздушных компрессоров ТВ-130, трёх главных вентиляторов, двух циркуляционных насосов охлаждения игнитрона, вакуум-насос игнитрона, статоры сельсинов контроллеров машиниста (в двух кабинах), умформер — источник постоянного тока смещения сеток игнитрона.

## Предпосылки к появлению электровоза
Ещё в конце 1920-х годах, когда только начинали электрифицировать направление через Сурамский перевал, многие специалисты хорошо понимали, что в будущем электрическая тяга на постоянном токе с номинальным напряжением 3 кВ не позволит рационально решить вопрос увеличения провозной способности линий путём повышения веса поездов и скорости их движения. Простейшие расчёты показывали, что при ведении поезда массой 10 000 т на подъёме 10 ‰ при скорости 50 км/ч тяговый ток электровозов будет составлять более 6000 А. Это требовало бы увеличения сечения контактных проводов, а также более частого расположения тяговых подстанций. После сравнения около двухсот вариантов сочетаний рода тока и величин напряжений было принято решение, что оптимальным вариантом является электрификация на постоянном или переменном (50 Гц) токе напряжением 20 кВ. Первая система на тот момент в мире нигде не была испытана, а вторая была изучена очень мало, поэтому на первой Всесоюзной конференции по электрификации железных дорог было принято решение о сооружении опытного участка, электрифицированного на переменном токе (50 Гц) напряжением 20 кВ. Требовалось создать электровоз для испытаний, которые бы позволили выявить преимущества и недостатки электровозов переменного тока в условиях нормальной эксплуатации.

## История создания

### Проектирование
В 1934 году НКПС выдал московскому заводу «Динамо» задание на проектирование и постройку опытного электровоза с питанием от сети переменного тока промышленной частоты напряжением 20 кВ. Эту работу возглавил в ту пору молодой инженер, а впоследствии доктор технических наук Б. Н. Тихменев. Перед динамовским коллективом стояла далеко непростая задача. Вновь создаваемый локомотив должен был сыграть роль пробного камня. От его испытаний зависело — быть или не быть в дальнейшем на наших дорогах электровозам переменного тока.
В новой машине применили такие же тележки, как и на локомотивах серии СК, а кузов спроектировали заново, причём так, что в нём не было открытых концевых площадок. Понижающий трансформатор располагался в отдельной высоковольтной камере. К его первичной обмотке через пантограф подводилось питающее напряжение в 20 кВ, а пониженное снималось со вторичной обмотки и подавалось в соседнюю камеру. Там оно через контакторы с пневмоэлектрическим управлением поступало на ртутный выпрямитель. Хотя такие агрегаты, как уже говорилось, промышленность выпускала серийно, для опытного электровоза на ленинградском заводе «Электросила» его изготовили специально. Он отличался от серийных лишь подрессоренной опорной площадкой и системой водяного охлаждения. Вода протекала через радиатор, обдуваемый потоком воздуха от одного из вентиляторов.
В новом электровозе предусмотрены были две рабочие скорости. Первой соответствовало напряжение на тяговых электродвигателях 750 В, а второй — 1500 В. При разгоне оно включалось не скачкообразно, как на локомотивах постоянного тока, а плавно увеличивалось за счёт регулирования момента зажигания ртутного выпрямителя.
В марте 1937 года чертежи электровоза передали на Коломенский машиностроительный завод имени В. В. Куйбышева, присвоив серию ОР22 (однофазно-ртутный, нагрузка от колёсной пары на рельсы 22 т), и обозначили ОР22-01. В октябре 1938 года динамовцы собрали новую машину. В течение года она проходила заводскую проверку и обкатку, а затем её направили на опытное кольцо НИИ железнодорожного транспорта, где испытаниями руководил инженер В. А. Забродин. Они начались 12 декабря 1939 года и успешно закончились полгода спустя. В опытных поездках электровоз прошёл почти 4000 км. Он плавно разгонялся и быстрее, чем локомотив серии ВЛ22, выходил на рабочий режим.
«На опытной машине ОР22-01, говорит её разработчик Б. Н. Тихменев, — впервые в нашей стране применили фазовое регулирование тока через ртутный выпрямитель и тяговые электродвигатели. Тот же принцип управления силой тяги и скоростью используется на строящихся с 1979 года электровозах переменного тока ВЛ80р. Так спустя более 40 лет вошла в жизнь идея бесступенчатого разгона поездов, испытанная на локомотиве ОР22-01».